# Charlotte Marguerite de Montmorency

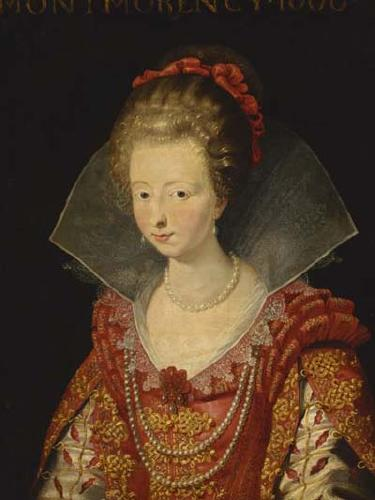
Charlotte Marguerite de Montmorency

Charlotte Marguerite de Montmorency (11 mai 1594 – 2 decembrie 1650) a fost moștenitoare uneia dintre famiile de frunte din Franța și Prințesă de Condé prin căsătoria cu Henric de Bourbon. Aproape a devenit metresă a regelui Henric al IV-lea al Franței însă soțul ei a plecat din Franța cu ea imediat după nuntă și nu s-au întors decât după moartea regelui Henric.

## Copii
Copii ei cu Prințul Henric sunt:
1. Anne Geneviève de Bourbon, Ducesă de Longueville (1619-1679)[1]
2. Ludovic de Bourbon, Prinț de Condé, Le Grand Condé (1621-1686)
3. Armand de Bourbon, Prinț de Conti (1629-1666)